# Świerszcz kubański
Świerszcz kubański (Gryllus assimilis) – gatunek owada prostoskrzydłego z rodziny świerszczowatych (Gryllidae). Został opisany z Jamajki. W obrębie gatunku G. assimilis występuje wiele populacji szeroko rozprzestrzenionych w Ameryce Środkowej (głównie Karaiby), Ameryce Południowej (Brazylia) i Ameryce Północnej (Meksyk i południowe stany USA), z których co najmniej 47 opisywano jako odrębne gatunki, przez wielu badaczy uważanych za G. assimilis. Wiele z tych populacji pomimo braku różnic morfologicznych wykazuje zróżnicowanie pieśni godowych. Dokładniejsze badania sugerują ich podział na co najmniej trzy gatunki: G. assimilis (Jamajka, Wielki Kajman, Haiti, Floryda, Teksas, wschodni Meksyk i Ameryka Środkowa), G. jamaicensis (Jamajka) i G. multipulsator (zachodni Meksyk, wschodnie stany USA).
Świerszcz kubański mierzy od 2,5–3,5 cm długości ciała. Dojrzałość płciową osiąga po 2 miesiącach życia, po ostatniej wylince.
Samce wabią samice swym ćwierkaniem. Robią to za pomocą aparatów strydulacyjnych znajdujących się u dołu skrzydeł. Żeby wydać dźwięk, pocierają skrzydłem o skrzydło.
Samica przez cały rok składa od 100 do 250 jaj.
Samiec jest mniejszy od samicy, nie ma pokładełka i ma pomarszczone skrzydła.
Samica nie ma narządów strydulacyjnych. U obu płci narządy słuchowe znajdują się za drugą parą odnóży.
Świerszcz kubański jest zwierzęciem hodowlanym, stanowiącym pożywienie dla gadów, płazów, pająków i wielu innych zwierząt, które żywią się owadami.